# پرنگ، خیبر پختونخوا
پرنگ (به انگلیسی: Prang) یک منطقهٔ مسکونی در پاکستان است که در خیبر پختونخوا واقع شده‌است. پرنگ ۲۷۶ متر بالاتر از سطح دریا واقع شده‌است.